# اطلس (کالیفرنیا)
اطلس (به انگلیسی: Atlas) یک منطقهٔ مسکونی در ایالات متحده آمریکا است که در شهرستان ناپا، کالیفرنیا واقع شده‌است. اطلس ۵۲۴ متر بالاتر از سطح دریا واقع شده‌است.